# Stockalperschloss

Stockalperschloss, Südwestansicht mit dem Schlosspark, Sommer 2024

Das Stockalperschloss, auch Stockalperpalast genannt, wurde zwischen 1651 und 1671 in der Walliser Stadt Brig in der Schweiz von Kaspar Stockalper erbaut.
Es zeichnet sich durch ein vierstöckiges Hauptgebäude, drei Türme und einen dreistöckigen Arkadenhof aus. Die quadratischen, aus Granitblöcken errichteten Türme mit vergoldeten Zwiebelhauben werden Kaspar, Melchior und Balthasar benannt, was als eine Anspielung auf die Heiligen Drei Könige zu verstehen ist. Ein erster Blick lässt die Verwandtschaft der drei Türme des Barockbaus des Stockalperschlosses in Brig mit dem mittelalterlichen Zwiebelturm von St. Niklaus erkennen.
1948 kam das Schloss in den Besitz der Stadt Brig und beherbergt seit 1960 das Rathaus. Weiterhin befindet sich im Schloss ein Museum. Mit einer Fläche von 1280 Quadratmetern dient der Schlosshof gelegentlich als Kulisse für Konzerte und Aufführungen.
Seit 2010 sind der Innenhof und der Park auch bei Google Street View begehbar.
Das Stockalperschloss steht am Anfang des Stockalperwegs, der von Brig über den Simplonpass, vorbei an Stockalpers Altem Hospiz zum Stockalperturm und zu Stockalpers Goldmine in Gondo führt. Am Stockalperweg am westlichen Eingang zur Gondoschlucht stehen zudem die Bauruinen eines weiteren, nie fertig gestellten Stockalperturms,

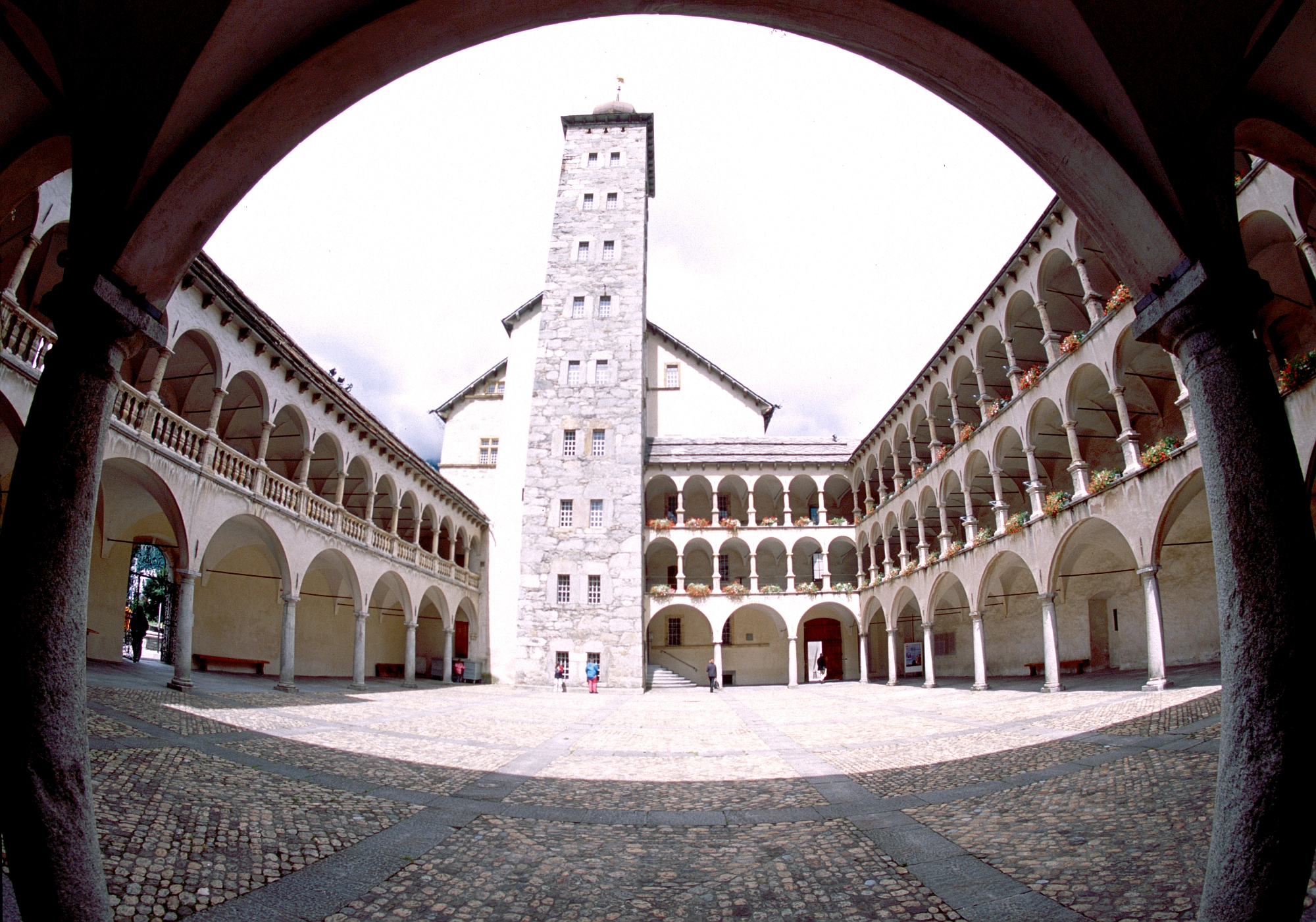
Stockalperschloss, Innenhof
Schloss und Garten Westansicht
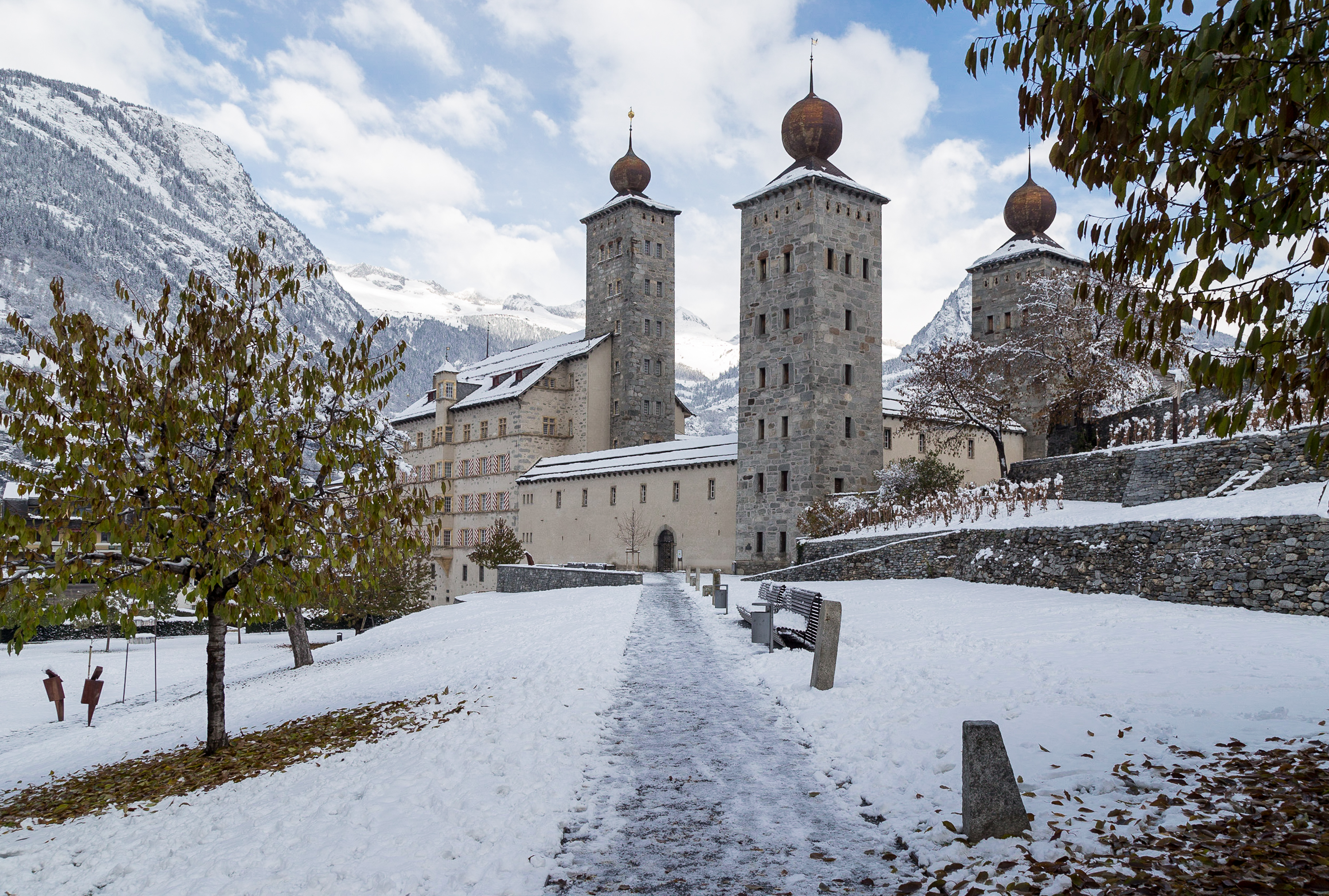
Stockalperschloss (Nov. 2013)
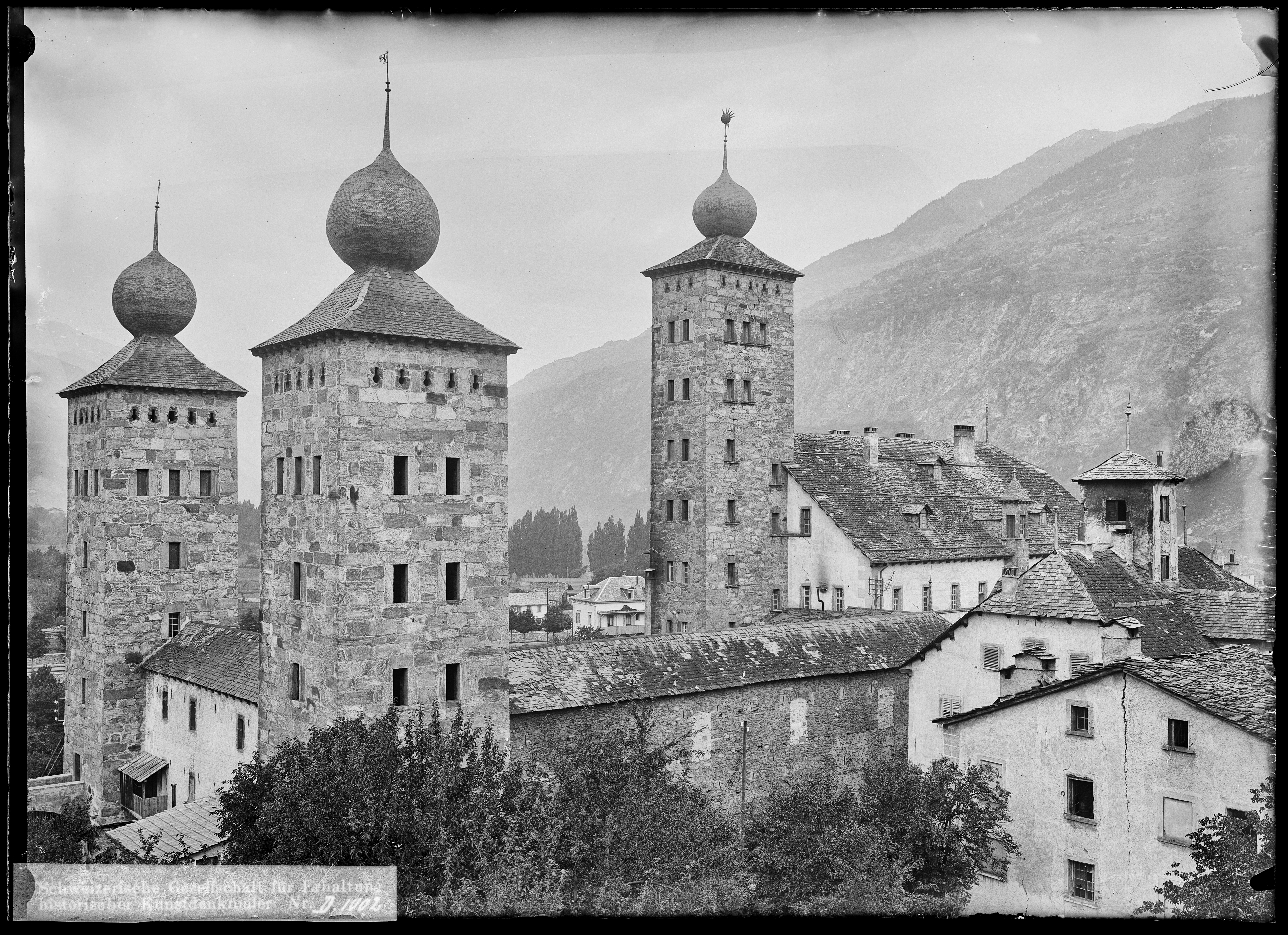
Gesamtansicht, Fotografie von Max van Berchem aus dem Jahr 1902
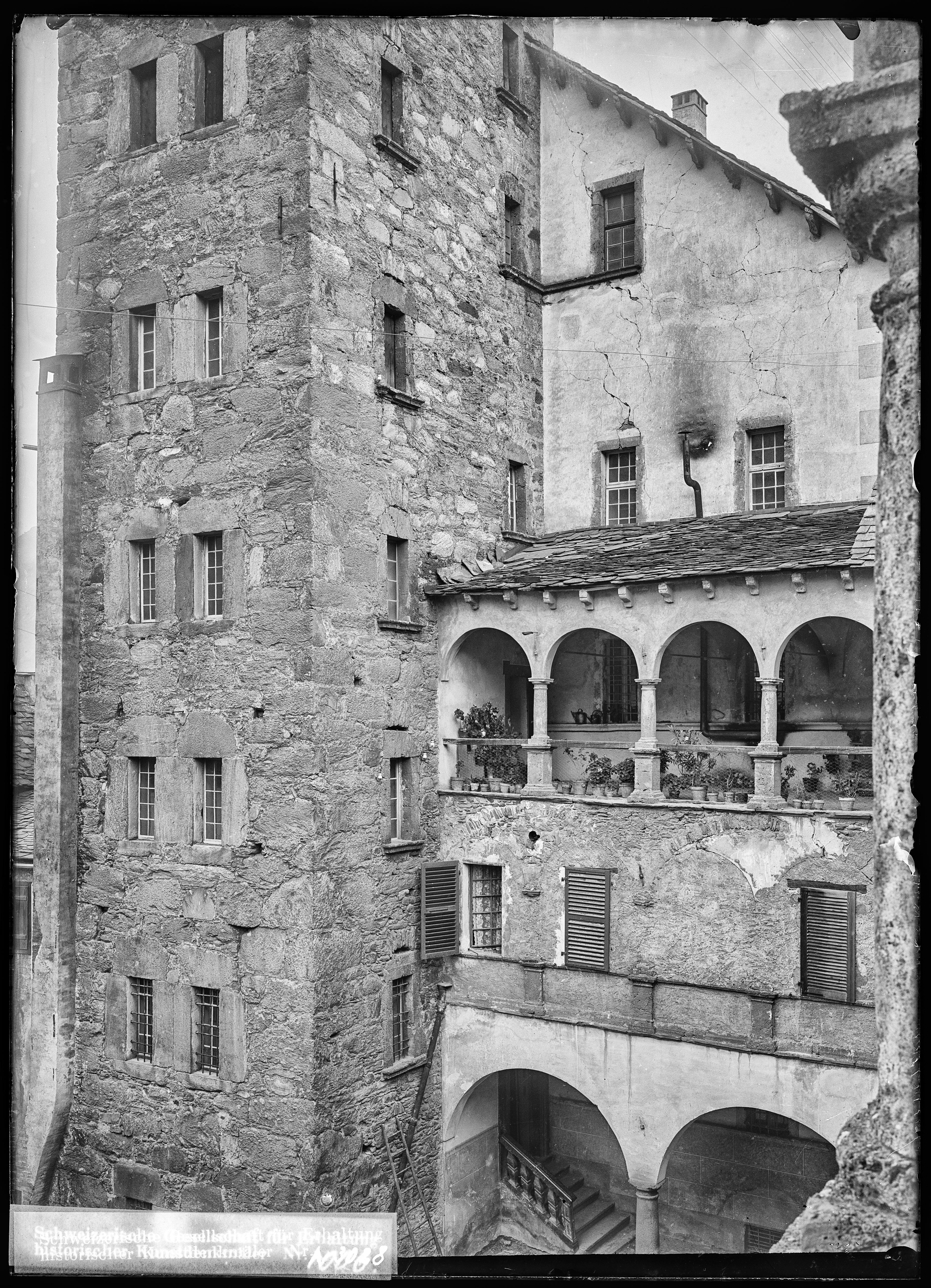
Teilansicht, Fotografie von Max van Berchem aus dem Jahr 1902
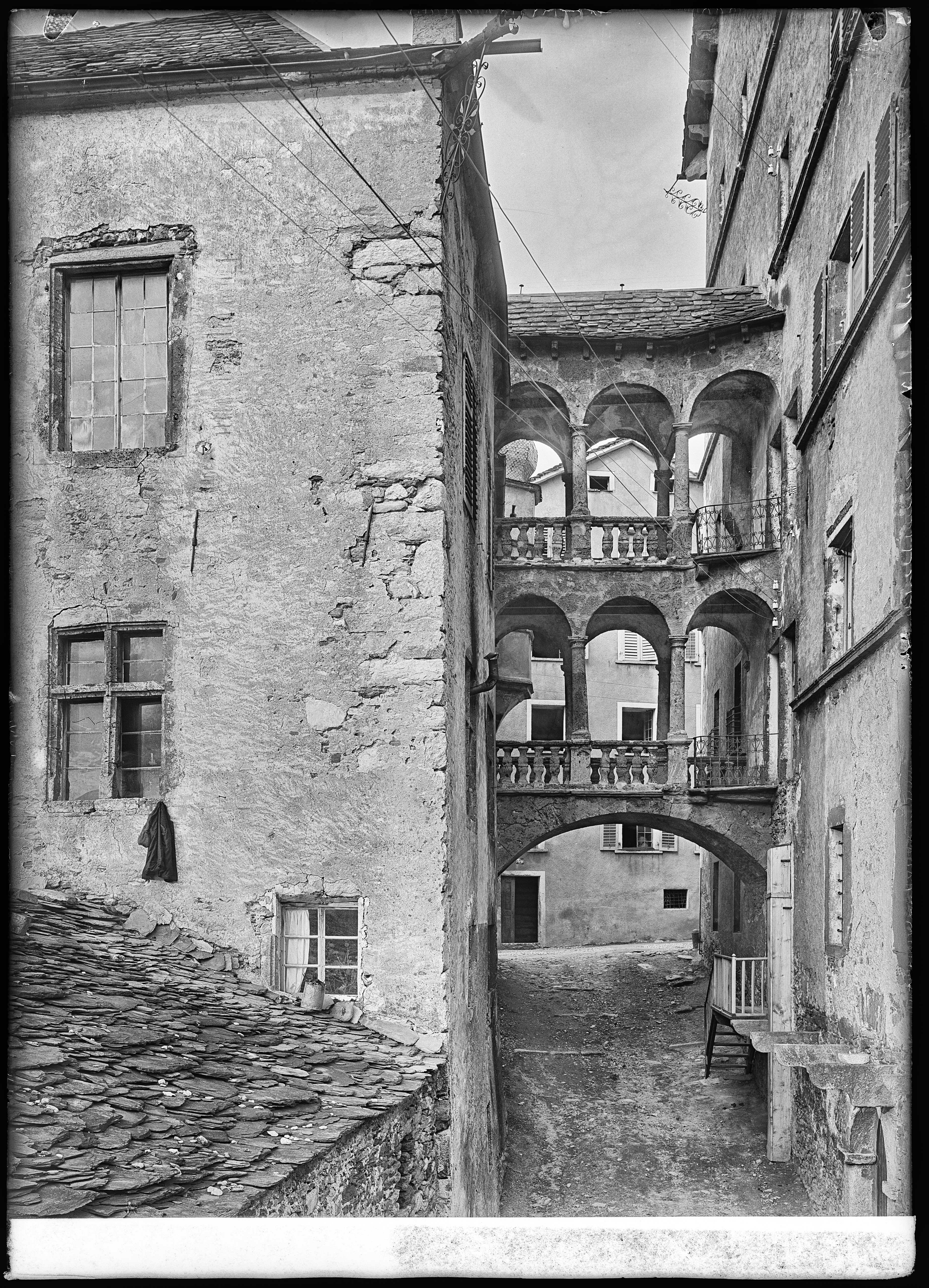
Teilansicht, Fotografie von Max van Berchem aus dem Jahr 1902
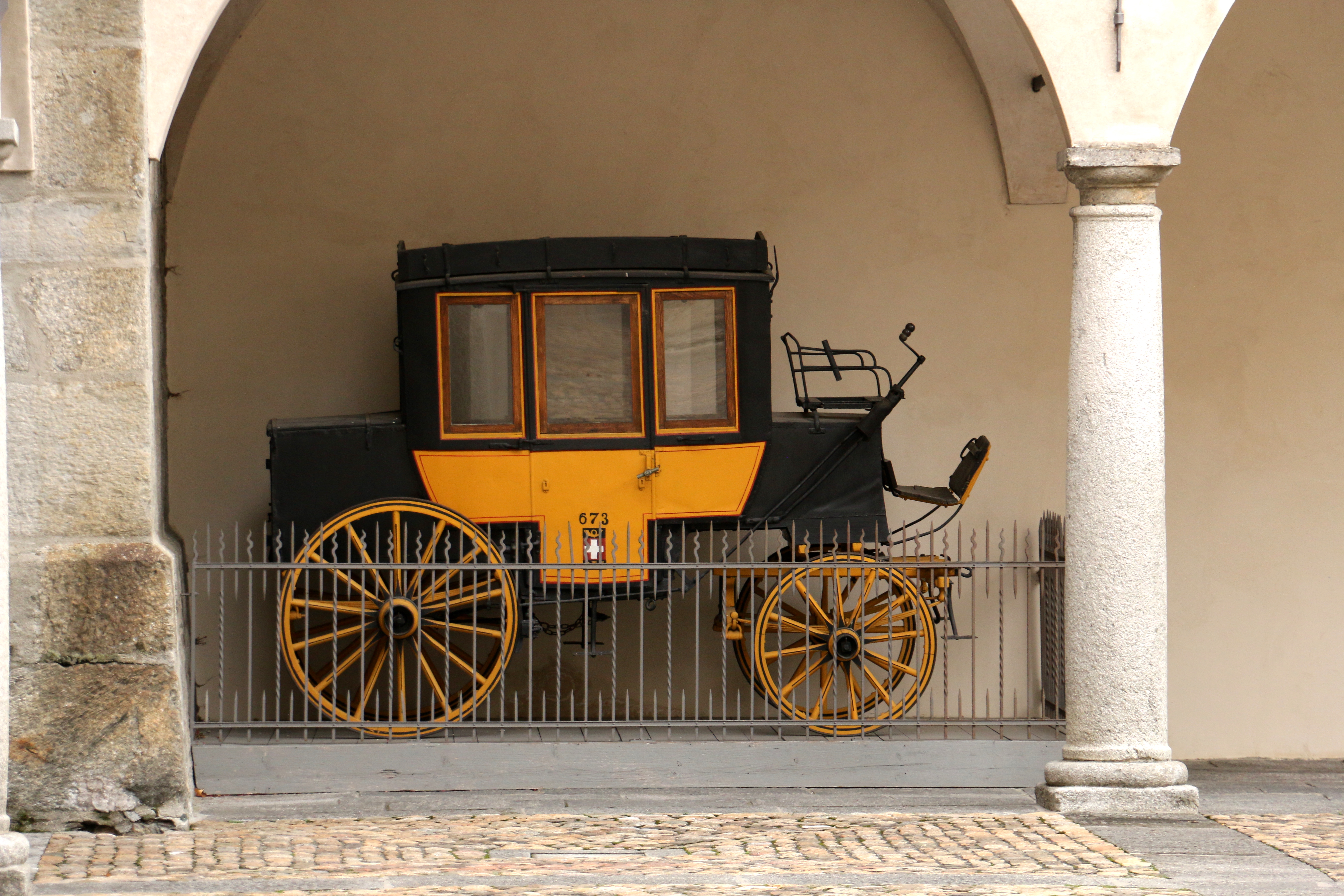
Postkutsche im Stockalperschloss
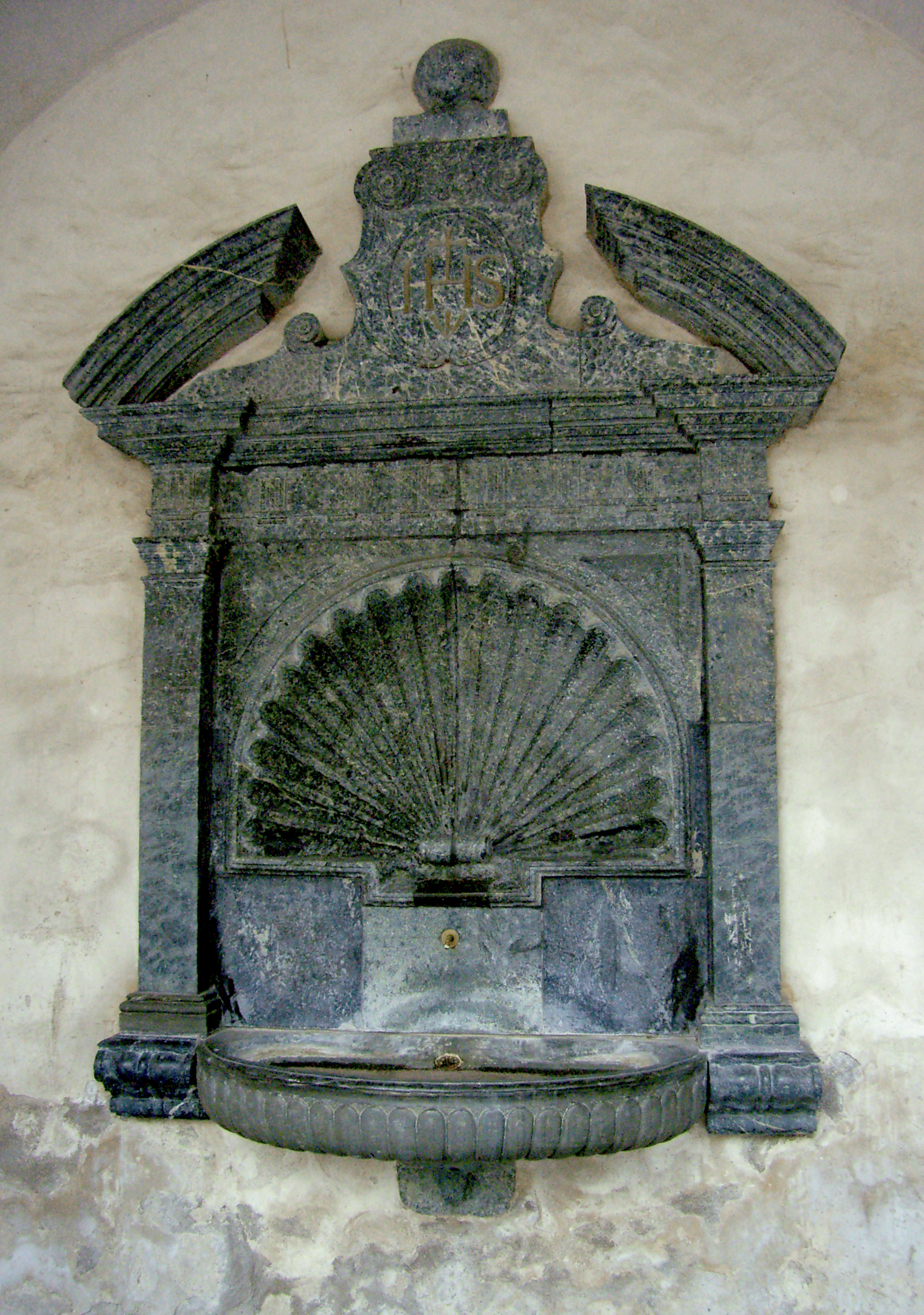
Brunnen aus Serpentinit im Stockalperpalast
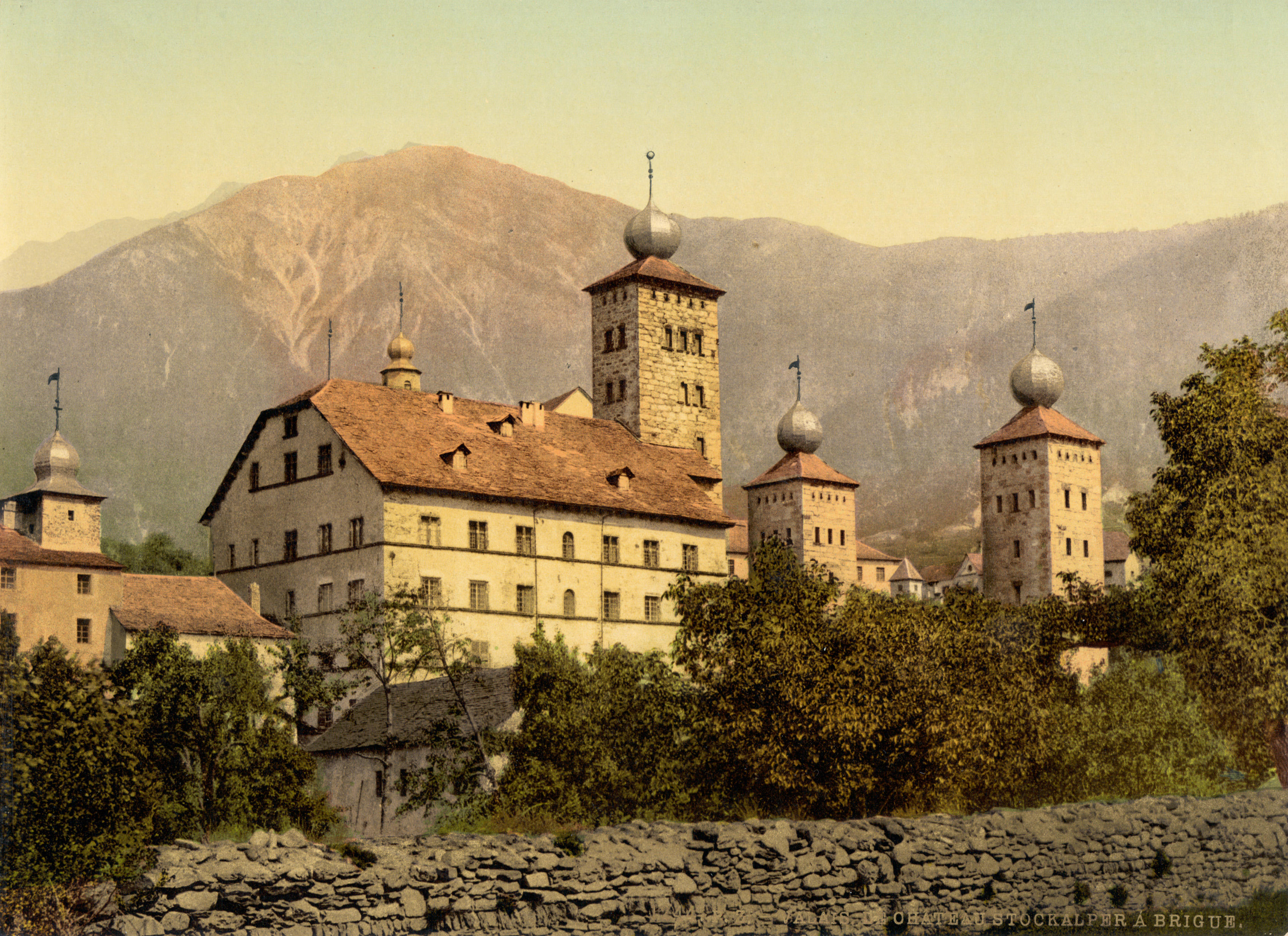
Stockalperschloss ca. 1890–1900